# Cephalanthus natalensis
Cephalanthus natalensis är en måreväxtart som beskrevs av Daniel Oliver. Cephalanthus natalensis ingår i släktet Cephalanthus och familjen måreväxter. Inga underarter finns listade i Catalogue of Life.